# Stemagoris asylaea
Stemagoris asylaea är en fjärilsart som beskrevs av Edward Meyrick 1911. Stemagoris asylaea ingår i släktet Stemagoris och familjen äkta malar. Inga underarter finns listade i Catalogue of Life.